# Дар дьявола
«Дар дьявола» (англ. The Devil's Gift) — американский фильм ужасов 1984 года, снятый режиссёром Кеннетом Дж. Бёртоном по рассказу Стивена Кинга «Обезьяна», впервые опубликованному в журнале Gallery в 1980 году (в 1985 году рассказ вошёл в авторский сборник «Команда скелетов»). Фильм рассказывает об игрушечной обезьянке, способной убивать людей.

## Сюжет
В обычную семью попадает маленькая игрушечная обезьянка, но, оказывается, что она не такая безобидная, как кажется на первый взгляд. В ней обитает злой дух, и, каждый раз, когда она ударяет в свои металлические тарелочки, умирает человек.

## В ролях

Игрушечная обезьянка, убивающая людей

| Актёр            | Роль               |
| ---------------- | ------------------ |
| Боб Мендельсон   | Дэвид Эндрюс       |
| Вики Сапуто      | Сьюзан             |
| Струан Робертсон | Майкл Эндрюс       |
| Брюс Парри       | Пит                |
| Маделон Филлипс  | Эдриэнн            |
| Дж. Рени Гилберт | бабушка            |
| Марлен Райан     | Мардж              |
| Стюарт Уайт      | менеджер           |
| Кэрис Палм       | девушка в магазине |

## Связь с другими произведениями
- В 1996 году Кеннет Дж. Бёртон снял фильм «Магазин мистических чудес Мерлина» («Merlin’s Shop of Mystical Wonders»), состоявший из нескольких частей, одной из которых был перемонтированный фильм «Дар дьявола», из которого были удалены некоторые сцены.
- Сценарий эпизода «Чинга», написанный Стивеном Кингом для сериала «Секретные материалы», общими чертами напоминает фильм 1984 года.
- «Обезьяна» — фильм Осгуда Перкинса, новая экранизация рассказа.